# 雷根 (德国)
雷根（德語：Regen，發音：[ˈʁeːɡn̩] ⓘ）是德国巴伐利亚州下巴伐利亚行政区雷根县的城市，也是雷根县的县治，总面积65.15平方千米，2023年12月31日总人口为11,009人。